# علي الهاجري
علي حمود منصور حمد طامي الهاجري، من مواليد 1967، نائب في مجلس الأمة الكويتي.
شارك في انتخابات مجلس الأمة الكويتي 2003 في الدائرة الرابعة والعشرين، وحصل على المركز الأول برصيد 2517 صوت وفاز بالانتخابات ، شارك في انتخابات مجلس الأمة الكويتي 2008 في الدائرة الخامسة، وحصل على المركز العاشر برصيد 10587 صوت وفاز بالانتخابات.